# Manoel Salviano Sobrinho
Manoel Salviano Sobrinho (Várzea Alegre, 18 de outubro de 1941) é um político, médico e empresário brasileiro. Foi prefeito de Juazeiro do Norte e deputado federal, eleito pelo Partido da Social Democracia Brasileira, PSDB.
Em 1970, Salviano graduou-se em Medicina pela Universidade Federal de Juiz de Fora. Logo em seguida fez residência em cirurgia geral no Hospital do Servidor Público Estadual, no Rio de Janeiro. Ao concluir os estudos foi para Juazeiro do Norte, onde assumiu o cargo de diretor do Hospital Santo Inácio (1976-1982). 
No ano de 1983 filiou-se ao Partido do Movimento Democrático Brasileiro - (PMDB), sendo eleito, no mesmo ano, prefeito de Juazeiro do Norte. Em 1993, voltou a ser eleito prefeito, dessa vez pelo PSDB. Se elegeu para o mandato de deputado estadual e quatro vezes para deputado federal.
Salviano é empresário, proprietário da TV Verde Vale, a primeira emissora de televisão do Cariri, e da Farmace, a maior industria de medicamentos do interior do Nordeste, que mantém mais de 2.000 empregos diretos e indiretos.